# Wilhelm Max Müller
Wilhelm Max Müller (* 15. Mai 1862 in Gleißenberg, Oberpfalz; † 12. Juli 1919 in Wildwood, New Jersey) war ein deutsch-amerikanischer Ägyptologe und Orientalist sowie Lexikograf.

## Familie
Müller ist der Sohn des Lehrers Friedrich Justus Müller (1830–1893) aus Brunnau, Volksschullehrer in Gleißenberg, Mühlhof und Nürnberg. Sein Bruder ist der Politiker Ernst Müller-Meiningen.

## Leben
Müller studierte an den Universitäten Erlangen, Leipzig, Berlin und München und wurde in Leipzig promoviert. 1888 siedelte er in die Vereinigten Staaten über, wo er zuweilen als Muller geführt wurde. An der University of Pennsylvania lehrte er Ägyptologie. Daneben war er Mitarbeiter und -Herausgeber am Hebräischen und Aramäischen Handwörterbuch über das Alte Testament von Wilhelm Gesenius, an der Encyclopaedia Biblica und der Jewish Encyclopedia.
Im Juli 1919 verstarb er bei einem Unfall in Wildwood (New Jersey).

## Schriften (Auswahl)
- Asien und Europa nach altägyptischen Denkmälern. Engelmann, Leipzig 1893, (Digitalisat).
- Die Liebespoesie der alten Ägypter. Hinrichs, Leipzig 1899, (Digitalisat; 2., unveränderte Auflage. ebenda 1932).
- Die alten Ägypter als Krieger und Eroberer in Asien (= Der Alte Orient. Gemeinverständliche Darstellungen. Jg. 5, Heft 1, ISSN 2629-9003). Hinrichs, Leipzig 1903, (Digitalisat).
- Äthiopien. Hinrichs, Leipzig 1904 (= Der Alte Orient. Gemeinverständliche Darstellungen. Bd. 6, Nr. 2). Hinrichs, Leipzig 1904, (Digitalisat).
- Neue Darstellungen „mykenischer“ Gesandter und phönizischer Schiffe in altägyptischen Wandgemälden (= Mitteilungen der Vorderasiatischen Gesellschaft. Bd. 9, Nr. 2, ZDB-ID 208276-7). Peiser, Berlin 1904.
- Die Palästinaliste Thutmosis III. (= Mitteilungen der Vorderasiatischen Gesellschaft. Bd. 12, Nr. 1). Peiser, Berlin 1907.
- Die Spuren der babylonischen Weltschrift in Ägypten (= Mitteilungen der Vorderasiatischen Gesellschaft. Bd. 17, Nr. 3). Hinrichs, Leipzig 1912, (Digitalisat).
- Egyptian Mythology. In: Louis Herbert Gray, George Foot Moore (Hrsg.): The Mythology of all Races. Band 12. Jones, Boston MA 1918, S. 1–245.